# وین کولت
وین کولت (انگلیسی: Wayne Collett; ۲۰ اکتبر ۱۹۴۹ – ۱۷ مارس ۲۰۱۰) ورزشکار دو و میدانی اهل ایالات متحده آمریکا بود.
وی در مسابقات کشوری و بین‌المللی در مجموع برندهٔ ۱ مدال نقره شده‌است.